# Henri Étienne Sainte-Claire Deville
Henri Étienne Sainte-Claire Deville (n. 11 martie 1818, Saint Thomas⁠(d), United States Virgin Islands, Danemarca – d. 1 iulie 1881, Boulogne, Franța) a fost un chimist francez. Este cunoscut pentru descoperirea toluenului, nitrurii de siliciu (împreună cu Friedrich Wöhler, în 1857) și pentoxidului de diazot. În anul 1854, a reușit să obțină aluminiul metalic și a propus o metodă de preparare a acestuia pe scară largă.